# Koré

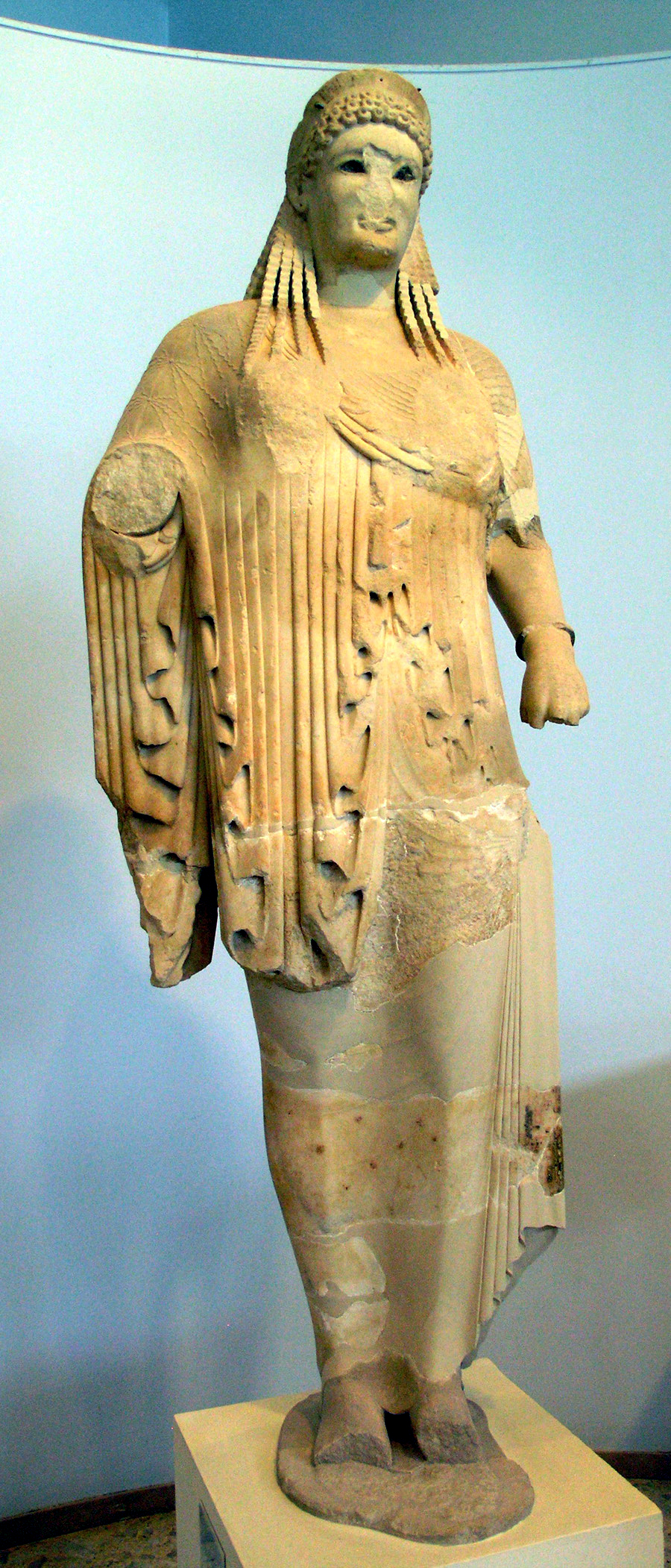
Antenorova koré (kolem 520 př. n. l., Athény)

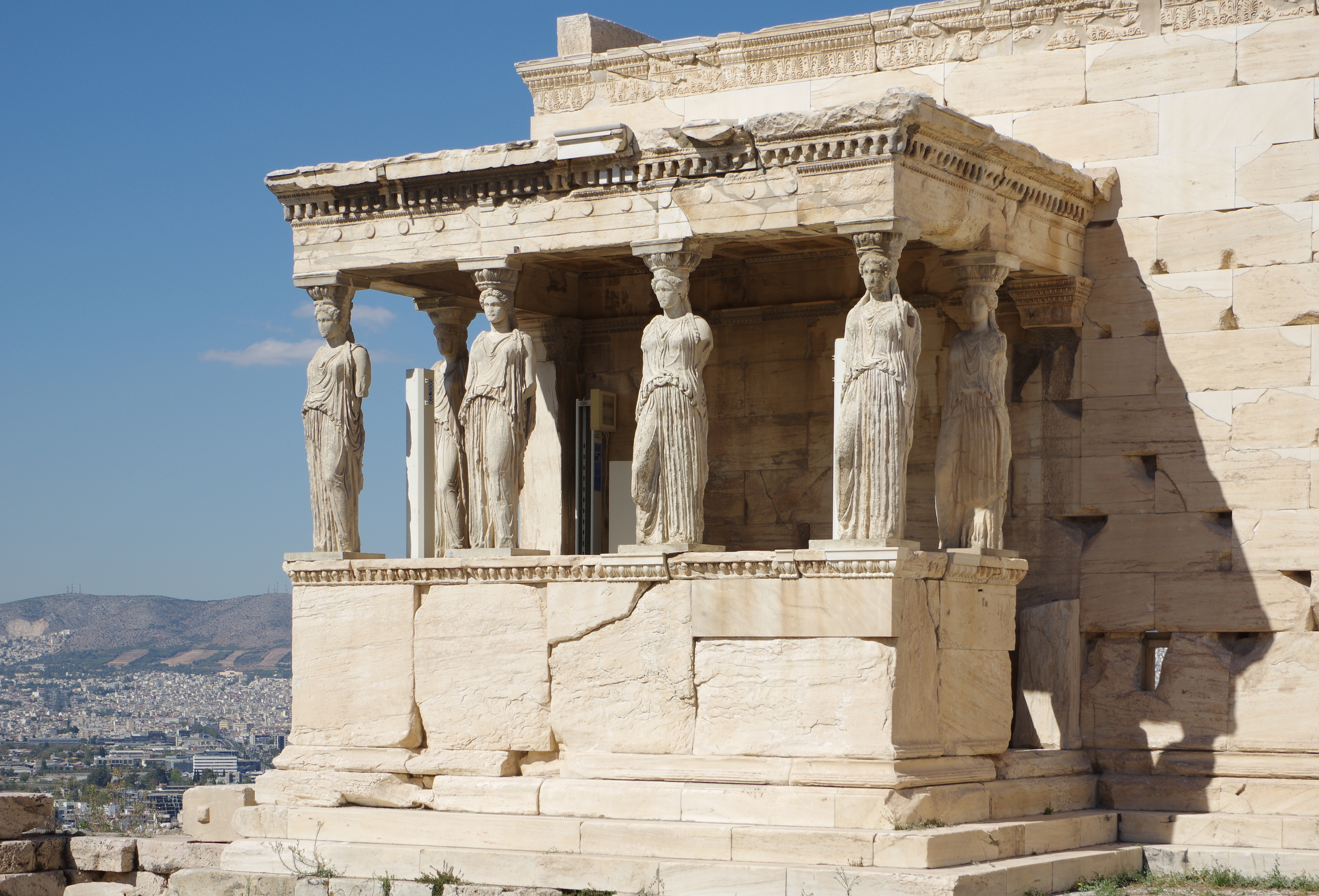
Korai u Erechtheionu na athénské akropoli (klasické období kolem 440 př. n. l.)

Koré (řec. κόρη, „ dívka“, plur. korai) označuje v archeologii a dějinách umění sochu mladé ženy z archaické (předklasické) řecké doby. Jejím mužským protějškem je kúros.

## Popis
Sochy tohoto druhu se vyskytují v řeckém umění od 7. do 5. stol. př. n. l., zhotovovaly se z mramoru, z vápence, z pískovce, z bronzu i ze dřeva a bývaly původně malované (polychromie). Stavěly se volně na hrobech a u chrámů, někdy i jako karyatidy místo sloupů. Zatímco kúros je vždycky nahý, korai jsou vždy oblečené, často s bohatými copy či účesem, a jedna ruka obvykle nesla obětní dar. Koré není portrét, nýbrž idealizovaná a poněkud strnulá postava se schematickým obličejem, obráceným přesně dopředu, obvykle s charakteristickým lehkým úsměvem na tváři.